# Copa Ministerio del Deporte
La Copa Ministerio del Deporte se la disputó el 6 de septiembre de 2014 en un partido único entre el Club Sport Emelec y Liga Deportiva Universitaria de Quito.
El evento fue organizado por el Ministerio de Deporte de Ecuador y presentado por el exarquero y entonces Ministro José Francisco Cevallos.
Se realizó en el Estadio Los Chirijos de la ciudad de Milagro.
Emelec venció a Liga de Quito con un marcador de 3-2.

## Equipos participantes
|  | Emelec        |
|  | Liga de Quito |

## El partido
| 6 de septiembre de 2014, 16:00 | Emelec                                                                 | 3:2 | Liga de Quito                         | Estadio Los Chirijos, Milagro   |                                 |
|                                | Yorman Valencia 11' · Fernando Darío Pinillo 50' · Javier Charcopa 75' |     | Diego Hurtado 56' · Madison Julio 76' | Asistencia: 12.000 espectadores | Asistencia: 12.000 espectadores |

|                |
| Ganador Emelec |